# Stenopygella reticulata
Stenopygella reticulata es una especie de mantis de la familia Mantidae.

## Distribución geográfica
Se encuentra en Camerún y Tanzania.